# El Beneficio de Cristo
El Beneficio de Cristo es un libro del siglo XVI, escrito por el monje benedictino Benedetto Fontanini, y cuyo título original es Trattato vtilissimo del Beneficio di Giesv Christo crocifisso verso i christiani. Fue uno de los libros más populares e influyentes de la teología de su tiempo y refleja el pensamiento del movimiento religioso de los espirituales, o del comúnmente llamado Evangelismo católico, que afirmaban que era necesario reformar la Iglesia católica, inspirándose en la Reforma Protestante, pero sin pretender separarse de ella.

## Edición y difusión del texto
El texto fue escrito en Sicilia, probablemente en el monasterio de San Nicolás dell'Arena, hacia el año 1540, sin embargo la primera edición fue realizada en Venecia en el año 1543. Fue un gran éxito en su momento, probablemente alcanzando las decenas de miles de ejemplares y fue traducido al inglés, francés, croata y castellano. El historiador italiano Benedetto Croce ha descrito como el libro tuvo una rápida difusión en Italia, pues hasta su prohibición en 1549, circularon aproximadamente más de cuarenta mil ejemplares.
El editor Andrea Arrivabene y el librero Bonifacio Emilione publicaron el libro, manteniendo en secreto la identidad del autor, sin embargo, en 1566 se descubrió que la obra había sido escrita por un monje benedictino llamado Benedetto de Mantua, con domicilio en Sicilia. 
El beneficio de Cristo apoya la completa dependencia del hombre a Cristo para su salvación. En particular, los cuatro primeros capítulos explican la doctrina de la justificación por la fe, pero en comunión con las obras, de acuerdo a la teología católica. El mismo cardenal Morone lo proponía como «un libro muy espiritual» y por tanto recomendaba su lectura. Sin embargo el hecho de que hubiera sido un texto base o de cabecera para las doctrinas de los ambientes del «evangelismo», especialmente del círculo napolitano de Juan de Valdés, perseguidos después como protestantizantes dentro del catolicismo, hizo que fuera censurado.

## Ampliaciones de Marco Antonio Flaminio
El trabajo fue ampliado más tarde por Marcantonio Flaminio, un protegido de Juan de Valdés y del cardenal Reginald Pole, y presentaba argumentos doctrinales cercanos a la teología del movimiento Valdense. En sus reediciones, la obra fue fuertemente influenciada por la Institutiones Christianae Religionis, obra de Juan Calvino de 1539, y de la que incorpora algunas citas. 
Poco después de su publicación, el libro fue incorporado al Índice de libros prohibidos y su propagación fue fuertemente combatida por la Inquisición. A pesar de la prohibición, el texto continuó circulando clandestinamente, pero ya en 1560 era difícil de encontrar. La obra parecía perdida hasta que se encontró una copia en 1855 en la biblioteca del Saint John's College de Cambridge.